# Александер Хејг
Александер Хејг (енгл. Alexander Haig; Филаделфија, 2. децембра 1924 — Балтимор, 20. фебруара 2010) бивши је амерички државни секретар, пензионисани генерал и некадашњи председнички кандидат. Био је у администрацији тројице председника — Ричарда Никсона, Џералда Форда и Роналда Регана. Борио се у Корејском и Вијетнамском рату. Био је саветник у Савету за националну безбедност, а касније Никсонов шеф кабинета. Након службе у Фордовој администрацији постао је командант НАТО снага у Европи.

## Каријера
Хејг, по чину генерал, 1973. године је био заменик начелника Генералштаба америчке војске, а био је и главни заповедник свих америчких и НАТО снага у Европи. 25. јуна 1979. године, на Хејга је био покушан атентат, од стране терориста у коме су рањена тројица његових телохранитеља. Као учесник рата у Вијетнаму и пре тога у Кореји, био је носилац многих америчких признања, међу којима и Сребрне звезде. Остао је упамћен и по изјави коју је дао док је обављао дужност државног секретара у Регановој администрацији. После атентата на Регана, када је председник одвежен у болницу, Хејг је на националној телевизији изјавио да “он надлежан за Белу кућу до повратка потпредседника с пута”, што би значило да је заобиђена уставна хијерархија власти у Белој кући. Државни секретар је касније писао да је “крив због лошег избора речи”.
По америчком Уставу, у случају да се нешто догоди председнику, на власти га привремено замењује потпредседник, затим председавајући Представничког дома у Конгресу, па виши сенатор владајуће странке, и тек онда државни секретар.